# Pierre-Louis Lions
Pour les articles homonymes, voir Lions.
Pierre-Louis Lions, né le 11 août 1956 à Grasse, est un mathématicien français. Il est lauréat de la médaille Fields en 1994.

## Biographie
Pierre-Louis Lions est le fils du mathématicien Jacques-Louis Lions et le petit-fils d'Honoré Lions (1897-1983), maire SFIO de Grasse. 
Après des classes préparatoires scientifiques au lycée Louis-le-Grand, il intègre l'École normale supérieureen 1975, classé deuxième.
Refusant de passer l'agrégation de mathématiques, il préfère se consacrer à la recherche en mathématiques appliquées et soutient en 1979 sa thèse d'État intitulée Sur quelques classes d'équations aux dérivées partielles non linéaires et leur résolution numérique (1979), à l'université Pierre-et-Marie-Curie, sous la direction de Haïm Brezis. De 1979 à 1981, il poursuit ses recherches au CNRS puis devient professeur à l'université Paris-Dauphine. Il a été entre autres le directeur de thèse de Cédric Villani lauréat de la médaille Fields en 2010.
Pierre-Louis Lions est professeur à l'École polytechnique à partir de 1992, et professeur invité au Conservatoire national des arts et métiers en 2000. Il est nommé professeur au Collège de France en 2002, où il est titulaire de la chaire « Équations aux dérivées partielles et applications ».

## Travaux scientifiques

### Équations aux dérivées partielles non linéaires
Les travaux mathématiques de Pierre-Louis Lions portent sur la théorie des équations différentielles partielles non linéaires. On lui doit notamment un travail conjoint avec M. G. Crandall sur les solutions de viscosité des équations de Hamilton-Jacobi, des avancées sur l'équation de Boltzmann avec Ronald DiPerna et sur l'équation de Navier-Stokes dans le cas d'un fluide compressible. Il met également au point le principe de concentration-compacité.

### Théorie des jeux à champ moyen
Depuis 2006, les travaux de Pierre-Louis Lions, ainsi que ses cours au Collège de France, portent sur la théorie des jeux à champ moyen qu'il a développée avec Jean-Michel Lasry.

## Autres fonctions
- Conseiller scientifique à l’INRIA[4].
- En mars 2003, il est élu à l'Académie des technologies.
- Depuis 2004, il est président du jury du prix Science et Défense[5].
- En septembre 2006, il est nommé membre du Haut conseil de la science et de la technologie[6].
- De 2009 à 2014, il est président du conseil d'administration de l'École normale supérieure[7] en remplacement du conseiller d'État Jean-Claude Mallet.

## Récompenses
- Prix de la fondation Doisteau-Blutet de l'académie des sciences (1986)
- Prix IBM France (1987)
- Prix d'équipe Philip Morris pour la science (1991)
- Prix Ampère de l'Académie des sciences (1992)
- Médaille Fields (1994)
- Prix (d'équipe) Institut de Finance Europlace (2003)
- Prix Thomson (2004)
- Doctorat honoris causa de l'EPFL (École polytechnique fédérale de Lausanne) le 11 octobre 2010[8]
- Prix Inria (2012)[9]
- Commandeur de la légion d'honneur (2013)[10]
- Doctorat honoris causa de l'université de Chicago le 15 juin 2019[11].